# Lake Minchumina (Alaska)
Lake Minchumina es un lugar designado por el censo ubicado en el Área censal de Yukón–Koyukuk en el estado estadounidense de Alaska. En el Censo de 2010 tenía una población de 13 habitantes y una densidad poblacional de 0,02 personas por km².

## Geografía
Lake Minchumina se encuentra en las coordenadas 63°48′4″N 152°20′42″O / 63.80111, -152.34500. Según la Oficina del Censo de los Estados Unidos, Lake Minchumina tiene una superficie total de 633.43 km², de la cual 573.96 km² corresponden a tierra firme y (9.39%) 59.47 km² es agua.

## Demografía
Según el censo de 2010, había 13 personas residiendo en Lake Minchumina. La densidad de población era de 0,02 hab./km². De los 13 habitantes, Lake Minchumina estaba compuesto por el 61.54% blancos, el 0% eran afroamericanos, el 15.38% eran amerindios, el 0% eran asiáticos, el 0% eran isleños del Pacífico, el 0% eran de otras razas y el 23.08% pertenecían a dos o más razas. Del total de la población el 0% eran hispanos o latinos de cualquier raza.

## Localidades adyacentes
El siguiente diagrama muestra a las localidades más próximas a Lake Minchumina.